# Wraios longiembolus
Genre
Espèce
Wraios longiembolus, unique représentant du genre Wraios, est une espèce d'araignées aranéomorphes de la famille des Nesticidae.

## Distribution
Cette espèce est endémique du Yunnan en Chine,. Elle se rencontre à Jinghong.

## Description
Le mâle holotype mesure 1,72 mm et la femelle paratype 2,04 mm.

## Publication originale
- Ballarin & Li, 2015 : Three new genera of the family Nesticidae (Arachnida: Araneae) from Tibet and Yunnan, China. Zoological Systematics, vol. 40, no 2, p. 179-190.